# MLC Centre
MLC Centre es un rascacielos situado en Sídney, Australia. Este edificio de oficinas tiene una altura de 228 metros (748 ft) y 60 plantas. Los ocupantes incluyen el Consulado de los Estados Unidos de América. El podio del edificio contiene un centro comercial con varias firmas de moda y un teatro de 1.186 asientos, el Teatro Royal. La dirección es 19-29 Martin Place Sydney.
El edificio es una moderna columna blanca de planta octogonal, con ocho grandes columnas maestras en las esquinas que se estrechan hacia la parte superior. Es uno de los edificios de hormigón armado más altos del mundo, y fue el edificio más alto del mundo fuera de América del Norte en el momento de su finalización. MLC Centre fue el edificio de oficinas más alto de Sídney desde 1977 hasta 1992. MLC Centre es propiedad conjunta de GPT Group y QIC.
El edificio está programado para un proyecto de reparación de $100 m que instalará protección híbrida anti-corrosión en la fachada. Se espera que el proyecto mantenga la apariencia original de la estructura, pero que prevenga el daño de los paneles de la fachada relacionado con la corrosión.

## Diseño
El edificio fue diseñado por el arquitecto de Sídney Harry Seidler, y se mantiene como uno de sus trabajos más definitivos. La construcción del edificio fue controvertida, desde que causó la demolición en 1972 del opulento Australia Hotel, del siglo XIX, y el Theatre Royal, que antiguamente se situaban en la parcela, así como gran parte del histórico recinto de Rowe Street. El edificio fue premiado con la medalla Sir John Sulman por el Royal Australian Institute of Architects.

## Galería de imágenes

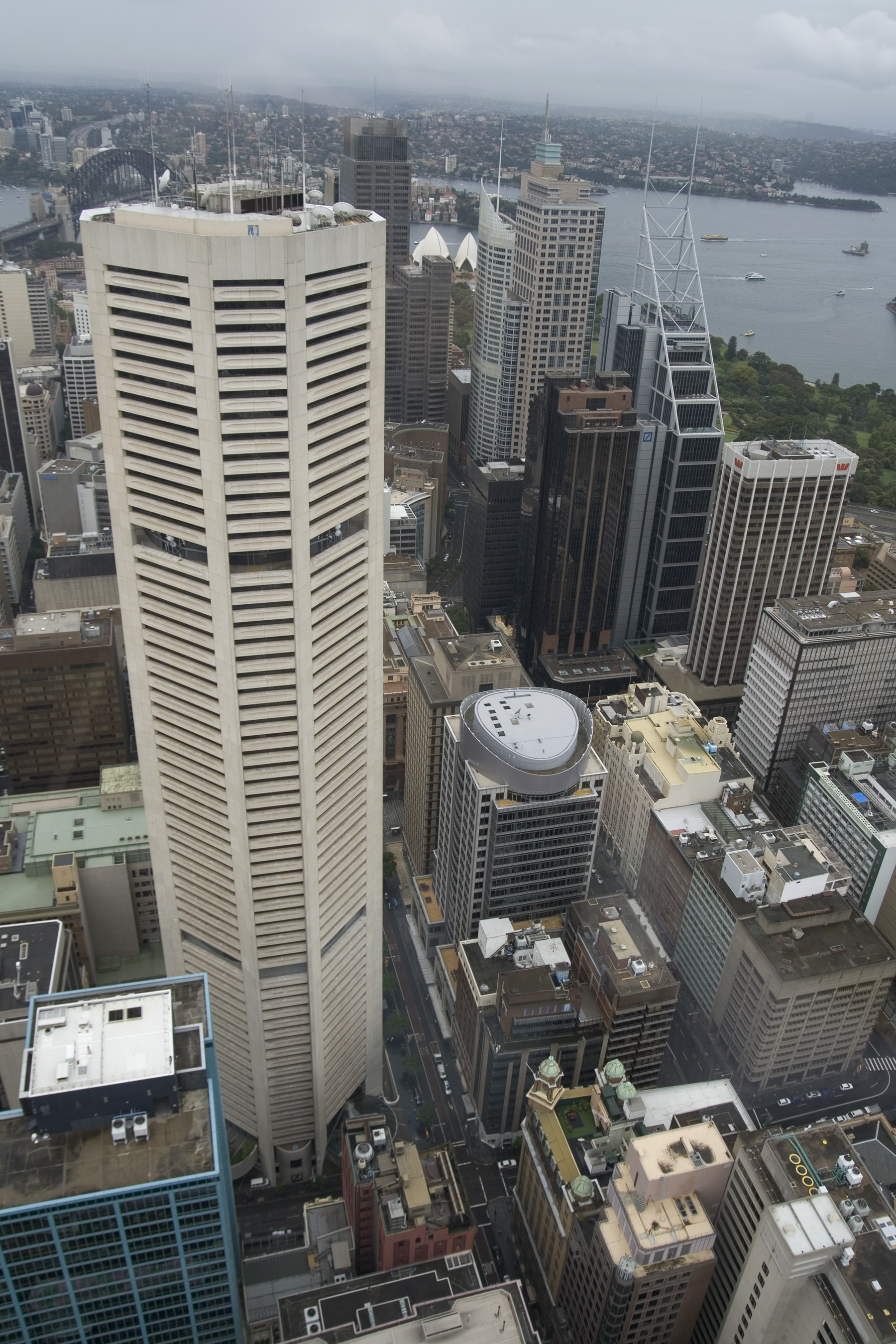
Vista desde Sydney Tower